# Innaarsuit Island
Innaarsuit Island är en ö i Grönland (Kungariket Danmark).   Den ligger i kommunen Qaasuitsup, i den västra delen av Grönland, 1 000 km norr om huvudstaden Nuuk. Arean är 28,8 kvadratkilometer.
Terrängen på Innaarsuit Island är lite kuperad. Öns högsta punkt är 312 meter över havet. Den sträcker sig 8,7 kilometer i nord-sydlig riktning, och 7,1 kilometer i öst-västlig riktning.  Trakten runt Innaarsuit Island består i huvudsak av gräsmarker.
Följande samhällen finns på Innaarsuit Island:
- Innarsuit Settlement